# Nữ Ngôn sứ Anna

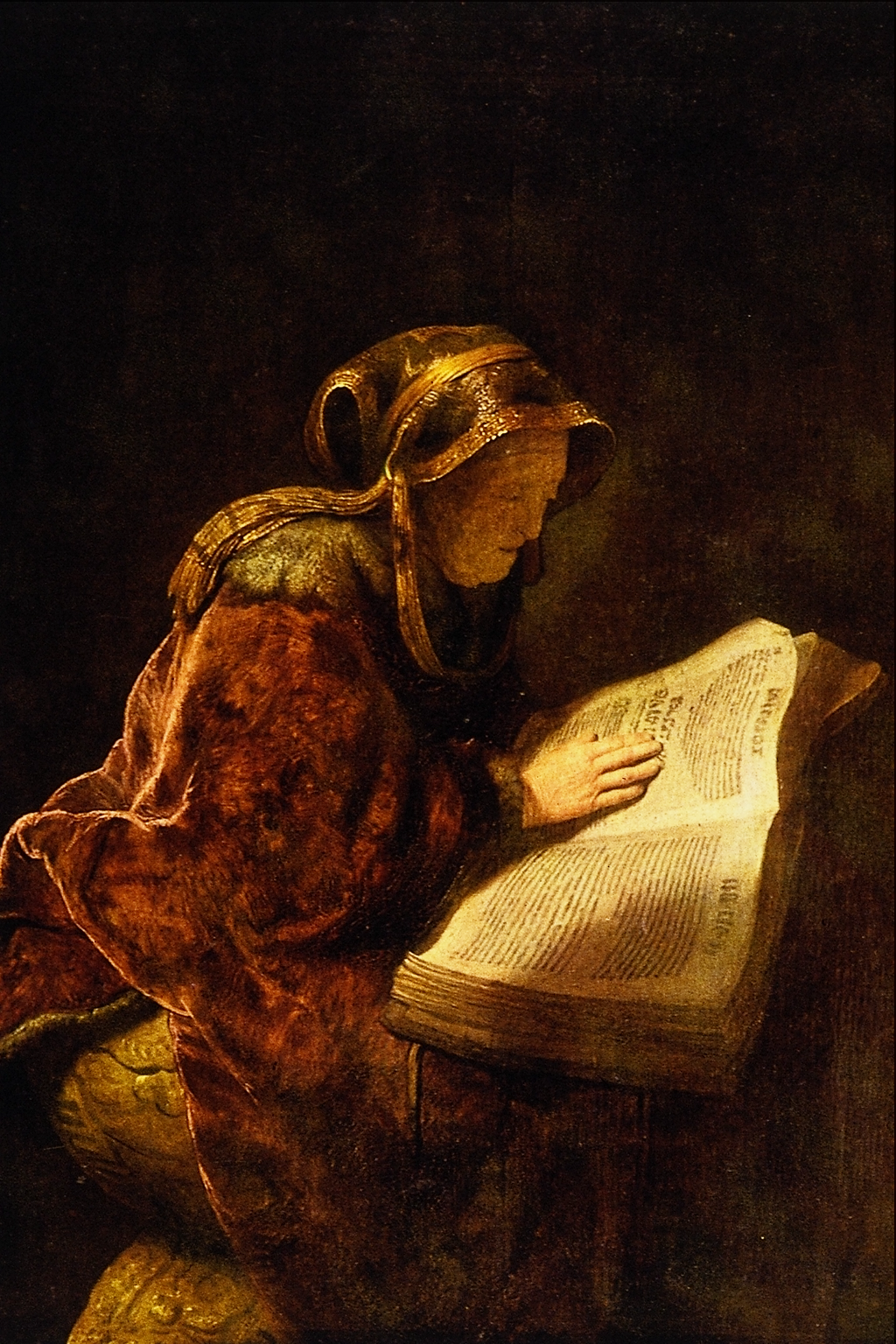
Họa phẩm về nữ Ngôn sứ Anna

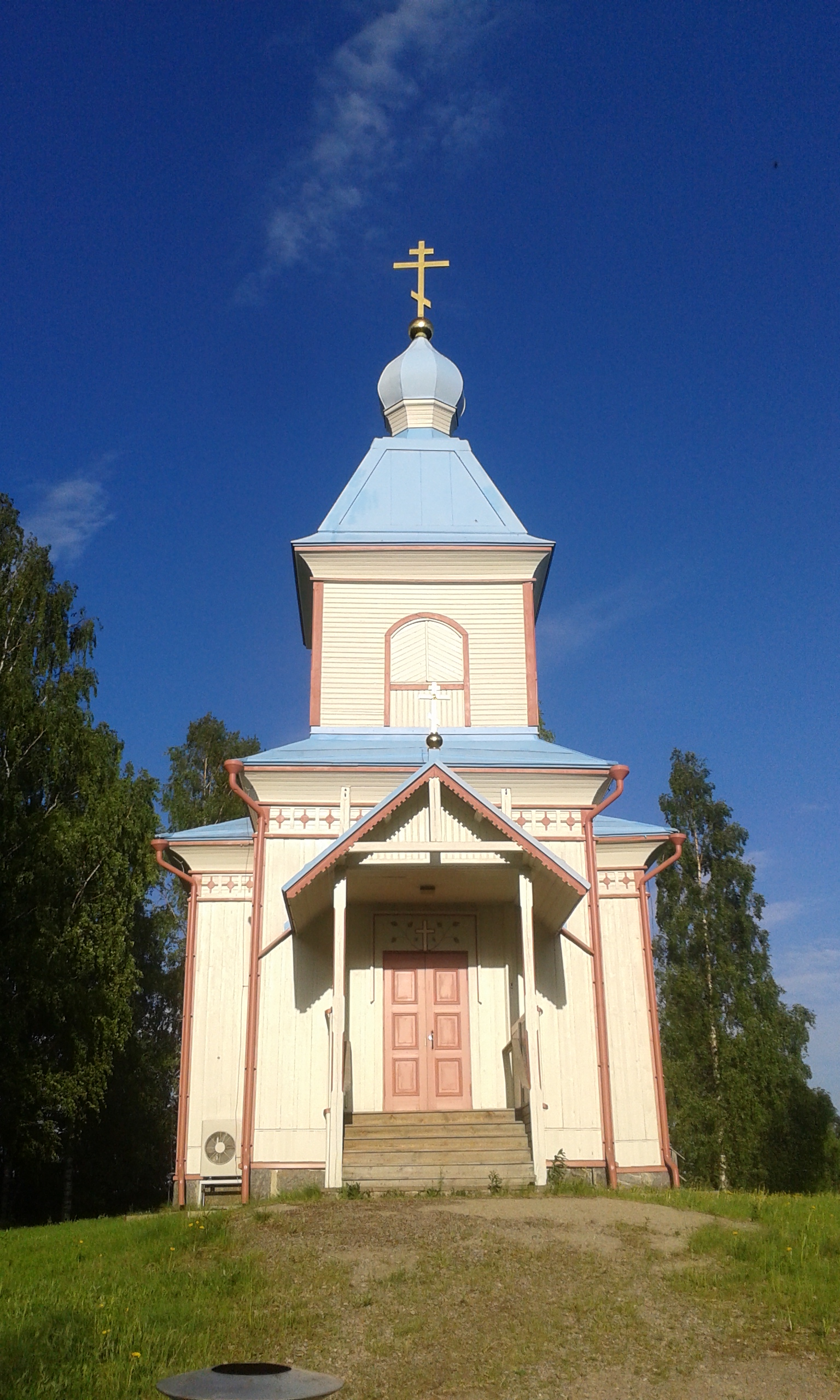
Nhà thờ nữ Ngôn sứ Anna ở Tuupovaara thuộc Phần Lan

Nữ Ngôn sứ Anna (Anna the Prophetess, tiếng Do Thái: חַנָּה, tiếng Hy Lạp: Ἄννα) là một người phụ nữ được nhắc đến trong Thánh sự Luca. Theo Phúc âm này bà là một phụ nữ lớn tuổi thuộc Bộ tộc Asher, bà là người đã nói điều tiên tri về Chúa Giêsu tại Đền thờ Jerusalem. Bà xuất hiện trong Lu-ca 2: 36–38 trong buổi ra mắt Chúa Giê-su tại Đền thờ. Luke mô tả Anna là một phụ nữ "rất già". Nhiều Kinh thánh và các bài bình luận xa xưa nói rằng bà đã 84 tuổi. Văn tự tiếng Hy Lạp biên lại nguyên văn như sau: "καὶ αὐτὴ χήρα ὡς ἐτῶν ὀγδοηκοντατεσσάρων", thường được thông dịch là "bà ta là một góa phụ tám mươi bốn tuổi", Đoạn văn này không rõ ràng vì nó có thể có nghĩa là bà đã 84 tuổi, hoặc bà đã góa bụa 84 năm, Một số học giả coi vế sau là lựa chọn khả thi hơn, nghĩa là bà rất già và đã có 84 năm quá bụa. Theo phương án chọn này thì bà không thể kết hôn khi chưa đủ 14 tuổi, và vì vậy bà ấy sẽ ít nhất 14 + 7 + 84 = 105 tuổi.
Nhà thờ Công giáo và Nhà thờ Chính thống giáo Đông phương tưởng nhớ Anna như một vị thánh Công giáo, Nữ Ngôn sứ Anna. Nhà thờ Chính thống giáo Đông phương coi bà Anna và Simeon (Xi-mông) là những nhà tiên tri cuối cùng của Cựu Ước và cử hành lễ của họ vào ngày 3 tháng 2/16 tháng 2 trong dịp bữa tiệc ssau Các Đại lễ của Giáo hội Chính thống về Sự hiện diện của Đấng Christ, mà truyền thống Chính thống giáo gọi là "Cuộc gặp gỡ của Chúa chúng ta, Đức Chúa Trời và Đấng Cứu thế, Chúa Giê-xu Christ". Cùng với Simeon, nữ Ngôn sứ Anna được tưởng niệm vào ngày 3 tháng 2 theo nghi thức kiểu Byzantine của Giáo hội Công giáo.
Thánh sử Luca đề cao đời sống của nữ ngôn sứ tên là Anna. Bà tuy đã già, nhưng là một mẫu người Do Thái lý tưởng. Ngoài ra, hình ảnh của bà được họa trong biểu tượng về Sự thuyết trình của Chúa Kitô, cùng với Hài nhi Thánh và Đức mẹ đồng trinh Mary, Joseph và Simeon. Truyền thống chính thống cho rằng Chúa Kitô đã gặp dân tộc của mình (Dân chúa Do Thái Israel), trong con người của hai người đó, Simeon và Anna. Tuy nhiên, cuộc lễ này không giống như những ngày thanh tẩy khác vì Simeon và Anna đến dự cách độc lập với nhau, dù rằng cả hai dường như được Thiên Chúa hướng dẫn. Nữ Ngôn sứ Anna là mẫu gương để về già trong Kinh Thánh.